# 玛莎·诺雷柳斯
玛莎·诺雷柳斯（英語：Martha Norelius，1909年1月22日—1955年9月25日），美国女子游泳运动员，主攻自由泳。她曾代表美国参加1924年和1928年夏季奥林匹克运动会游泳比赛，获得三枚金牌。